# Droga startowa

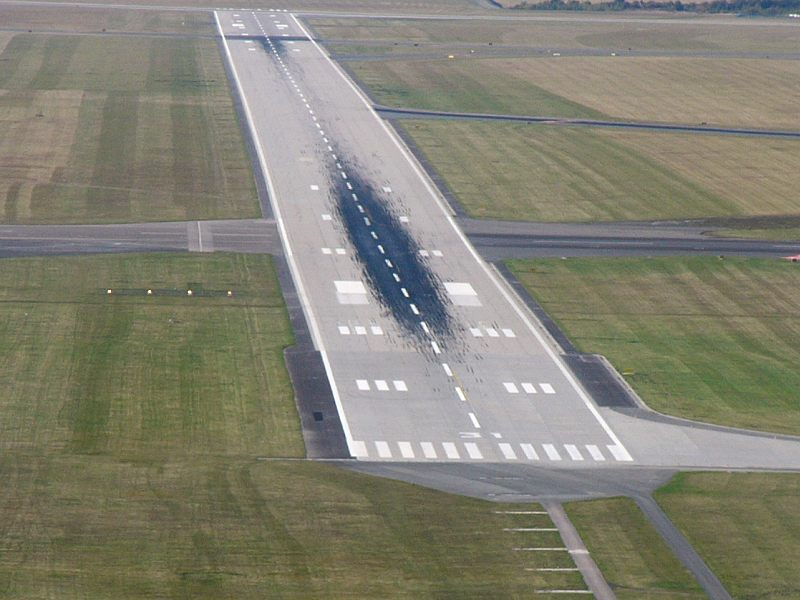
Droga startowa 31 na lotnisku Praga-Ruzyně (Czechy)

Droga startowa (ang. runway) – prostokątna powierzchnia wyznaczona na lotnisku lądowym, przygotowana do startów i lądowań statków powietrznych.
Stanowi zasadniczą część pola wzlotów lotniska o sztucznej utwardzonej nawierzchni (betonowej, asfaltowo-betonowej) lub, na mniejszych lotniskach, naturalnej (trawiastej znanej również jako darniowa, żwirowa), przeznaczoną do startów i lądowań samolotów (rzadziej śmigłowców).
Droga startowa jest w języku potocznym powszechnie i błędnie nazywana pasem startowym, podczas gdy pas startowy oprócz samej drogi startowej obejmuje także niezbędną ze względów bezpieczeństwa dodatkową powierzchnię po jej bokach oraz na końcach.
Długość drogi startowej na lotnisku powinna wystarczać na:
- rozbieg – od postoju statku powietrznego aż do momentu bezpiecznej (pewnej) szybkości oderwania się od pasa
- dobieg – wystarczający dla wytracenia szybkości od momentu przyziemienia (zetknięcia z lotniskiem) do zatrzymania samolotu.

Długość drogi startowej stanowi o klasie lotniska. Pasy startowe posiadają często system naprowadzenia radiowego ILS pomagający pilotowi wylądować w trudnych warunkach widoczności, a nawet, w przypadku ILS-u kategorii IIIc, automatycznie wylądować za niego.
Istnieją także wodne pasy startowe dla statków powietrznych przystosowanych do startów i lądowań na akwenach.

## Układ, nazewnictwo i wymiary
Drogi startowe są zazwyczaj ponumerowane zgodnie ze swoim azymutem magnetycznym, zaokrąglonym do najbliższej dziesiątki stopni, podzielonym przez dziesięć. Każda z cyfr jest wymawiana osobno gwoli jasności w rozmowach przez radio w języku angielskim. Na przykład Runway Three Six (droga startowa 36) wskazuje azymut 360 stopni (tj. północ magnetyczną), Runway Zero Nine (droga startowa 09) może być nazwą dla drogi startowej o azymucie 94 stopni, a Runway One Seven (droga startowa 17) może odpowiadać drodze startowej o azymucie 168 stopni. Każda droga startowa może być użyta w obydwu kierunkach, wobec czego nosi dwie nazwy. Runway One Zero (droga startowa 10) przeistacza się w Runway Two Eight (droga startowa 28), kiedy zostaje użyta w odwrotnym kierunku.
W Stanach Zjednoczonych drogi startowe na kierunku od 01 do 09 nie posiadają pierwszego zera, np. oznaczenie brzmi Runway Seven, a nie Runway Zero Seven, a droga jest oznaczona jako RWY 7.
Jeśli istnieją dwie lub trzy drogi startowe wskazujące ten sam kierunek (równoległe drogi startowe), każda z nich ma nazwę która zawiera człon „Left” (lewa), „Right” (prawa) lub „Center” (środkowa), na przykład Runway One Five Left (15L), Runway One Five Center (15C), i Runway One Five Right (15R). Runway Two Left (2L) staje się Runway Two Zero Right (20R), gdy zostaje użyta w odwrotnym kierunku.
W dużych portach lotniczych o więcej niż trzech równoległych drogach startowych (takich jak Los Angeles International Airport w Los Angeles czy Hartsfield–Jackson Atlanta International Airport w Atlancie) nie stosuje się dodatkowych przymiotników, tylko „obraca” nazwy niektórych dróg o 10 stopni. I tak np. w Los Angeles wszystkie cztery drogi startowe są absolutnie równoległe do siebie (azymut ok. 69 stopni), ale nazywają się Runway Six Left (6L), Runway Six Right (6R), Runway Seven Left (7L) i Runway Seven Right (7R).
Zaleca się, aby samoloty wzlatywały i lądowały pod wiatr. Wobec tego większe porty lotnicze zazwyczaj posiadają dwie (lub więcej) drogi startowe, żeby można było wybrać tę, na której jest to akurat najbardziej wykonalne. Porty lotnicze z jedną drogą startową są najczęściej zbudowane tak, że prowadzi ona zgodnie z najczęstszym kierunkiem wiatru.
Wymiary dróg startowych sięgają od 240 m (800 stóp) długości i 8 m (25 stóp) szerokości na mniejszych lotniskach dla awionetek do 4800 m (16 000 stóp) długości i 80 m (250 stóp) szerokości w wielkich międzynarodowych portach lotniczych zbudowanych do obsługi dużych odrzutowców pasażerskich. Wymiary są podawane w stopach w Stanach Zjednoczonych i Kanadzie, a w metrach wszędzie indziej.
Według stanu na 2015 rok najdłuższą drogę startową w Polsce miało lotnisko na Okęciu: 3690 m. Następnie w bazie wojskowej w Powidzu koło Konina – 3300 m, w Rzeszowie-Jasionce – 3200 m oraz Katowice-Pyrzowice – 3200 m. 
Wszystkie pojazdy i statki powietrzne korzystające z drogi startowej i poruszające się po niej muszą mieć pozwolenie kontroli ruchu lotniczego. Ponadto pojazdy poruszające się po pasie startowym i wokół pola wzlotów zgodnie z zaleceniami ICAO powinny posiadać żółte światło ostrzegawcze. Oprócz tego, wszelkie obiekty wokół pasa startowego powinno się oznaczać jako przeszkody lotnicze: oznakowane w dzień i oświetlone czerwonym światłem antykolizyjnym w nocy.